# Antonio Garrigues y Díaz-Cañabate
Antonio Garrigues Díaz-Cañabate (Madrid, 9 de gener de 1904 - 24 de febrer de 2004), I marquès de Garrigues, fou un notari, advocat i diplomàtic espanyol.

## Biografia
Durant la Segona República Espanyola República va ser Director General dels Registres i del Notariat del Ministeri de Justícia el 1931, amb Fernando de los Ríos de ministre. Catòlic militant, juntament amb José Bergamín i Eugenio Ímaz Echeverría va participar en la creació de la revista Cruz y Raya. Va romandre a Madrid durant la Guerra Civil, col·laborant amb la cinquena columna. Gràcies a estar casat amb Helen Anne Walker, filla de l'antic enginyer cap de ITT Corporation (propietària llavors de Telefónica), va gaudir d'àmplia immunitat, ja que a casa seva hi onejava la bandera estatunidenca, i així va poder utilitzar-la com a refugi transitori de persones perseguides en el Madrid republicà durant la guerra.
Durant la postguerra desenvolupà la seva activitat professional com a advocat de prestigi, fundant el 1941, amb el seu germà Joaquín (catedràtic de Dret Mercantil) el bufet d'advocats J&A Garrigues, actualment, i amb el nom de Garrigues, un dels més importants d'Espanya.
Al març de 1962 va ser nomenat ambaixador d'Espanya als Estats Units. El 1964 fou nomenat ambaixador espanyol en el Vaticà fins a 1972. Torna a Espanya a principis de la dècada de 1970 i va ser nomenat, en 1975, Ministre de Justícia en el primer govern de Joan Carles I d'Espanya, sota la presidència de Carlos Arias Navarro.
Va ser a més president de Citroën Hispània S.A., Eurofinsa, l'empresa Equitativa i la Societat Espanyola de Radiodifusió (Cadena Ser), entre 1951 i 1990, excepte en els períodes 1961-1972 i en 1975.
Membre de nombre de Reial Acadèmia de Ciències Morals i Polítiques. Un mes abans de la seva defunció, el dia en què complia cent anys, Joan Carles I li va atorgar el títol de marquès de Garrigues "per la seva fecunda aportació a la societat espanyola, des de les diferents facetes d'una dilatada vida presidida per la seva extraordinària vocació de servei públic".
És pare d'Antonio i de Joaquín Garrigues Walker.
La seva esposa, Helen Anne Walker era natural de Des Moines, Iowa, i era filla de l'antic enginyer cap d'ITT Corporation. Junts van tenir nou fills.